# 喬奧·米列夫

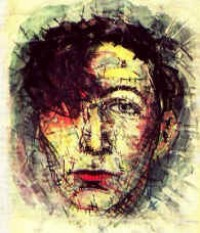
自畫像（1918年）

喬奧·米列夫（羅馬化：Geo Milev，1895年1月15日—1925年5月15日），原名格奥尔基·米列夫·卡萨鲍夫（羅馬化：Georgi Milev Kasabov），是保加利亞詩人、翻譯家、畫家和記者，以他在保加利亞九月起義期間寫的史詩《九月》（Септември）而聞名。

## 生平
米列夫出身于拉德内沃，年幼時與家人移居舊扎戈拉。他先后在索非亚和萊比锡攻读文学和哲学。他曾於第一次世界大战因砲擊失去右眼，因此之後他均以長瀏海遮住右眼的形象示人。
主编过象征主义刊物《天秤》（Везни）。其作品後期帶有濃厚反法西斯、反政府色彩。1925年5月15日，米列夫被帶到警察局接受“短暫審訊”，之後杳無音訊。30年來，他的命運一直無人知曉。1954年，在對伊万·瓦爾科夫將軍和一群前警察和軍隊劊子手的審判中，其中一名被告供述了1925年清洗的受害者是如何被處決。吉奧·米列夫被用鐵絲勒死，然後埋在索非亞附近的亂葬坑中。他的遺骸之後被發現，是通過他在第一次世界大戰中失去右眼後所佩戴的玻璃眼睛來辨認的。

## 紀念
米列夫在舊扎戈拉的故居已被改造成博物館。索菲亞的其中一個區也以他命名。